# 女兒大人加個賴
《女兒大人加個賴》（英語：Mr. Lighter）是2023年於中視、衛視中文台、星衛娛樂台播出的台灣偶像劇，為衛視原創第4部戲劇作品。由葉鴻偉執導，柯叔元、黃薇渟、陳妤、管麟、侯彥西領銜主演，於2023年2月20日開鏡，8月1日晚間8點中視主頻首播，晚間十點衛視中文台播出，晚間12點KKTV、LINE TV上架，於8月2日午間1點YouTube上架，晚間八點星衛娛樂台播出。

## 播出資訊
| 中華民國 中視主頻 星期一至五 20:00 - 22:00         | 中華民國 中視主頻 星期一至五 20:00 - 22:00      | 中華民國 中視主頻 星期一至五 20:00 - 22:00 |
| -------------------------------------------------- | ----------------------------------------------- | ------------------------------------------ |
|                                                    | 女兒大人加個賴 （2023年8月1日－2023年10月23日） |                                            |
| 必勝大丈夫（重播） （2023年7月4日－2023年7月31日） | 開創者 （2023年10月24日－2023年12月18日）       |                                            |

## 演員列表
- 柯叔元[7] 飾演賴能達（賴打哥）：金盆洗手的黑道老大[1]。
- 陳博正[8] 飾演賴西風：賴能達的父親。
- 黃薇渟[9] 飾演尤婉婷（大碗）：醫美科醫師，賴打哥的大女兒,江羽藍之妻[1]。
- 陳妤[10] 飾演游婉婷（小碗）：身心科醫師，賴打哥的小女兒,廖博硯之妻[1]。
- 管麟[11] 飾演江羽藍：律師，大碗之夫[1]。
- 侯彥西[12] 飾演廖博硯：珠寶鑑定師，小碗之夫[1]。
- 鄭仲茵[13] 飾演游淑蘭：天合企業總經理，小碗的媽媽[1]。
- 王宇婕[14] 飾演呂英雄：賴打哥的癌症主治醫生，可白、可可夫人的侄女[1]。
- 陳敬宣[15] 飾演凱莉，江羽藍的前女友[1]。
- 洛可杉[16] 飾演阿浩：賴打哥身邊的左右手[1]。
- 李迪恩 飾演阿摳：賴打哥身邊的左右手[1]。
- 林孫煜豪[17] 飾演王天健（阿健）：身心科護理師，小碗的好朋友[1]。
- 徐愷伶[18] 飾演唐美珍（糖糖）：醫美護理師，大碗的閨蜜[1]。
- 朱薇彤[19] 飾演7歲大碗：童年的尤婉婷。
- 蕭晴曦[20] 飾演7歲小碗：童年的游婉婷。
- 郭大睿[21] 飾演13歲羽藍：少年的江羽藍。
- 沈威年[22] 飾演碗糕：綁架賴打哥、大碗的混混。
- 賴雅琪[23] 飾演芭比：醫美護理師，大保的女友。
- 小Call[24] 飾演蔡麗子：大碗的病人，江羽藍的當事人。
- 顏邦智[25] 飾演阮男：小碗的病人。
- 熊嶽[26] 飾演高富貴：大碗、小碗的高中同學。
- 洪義[27] 飾演郝家俊：大碗、小碗的高中同學。
- 溫吉興[28] 飾演王先生：鑑定鑽石的顧客。
- 陳宥如 飾演王太太：鑑定鑽石的顧客。
- 錢俞安[29] 飾演大保：欣宜綜合診所的保全，芭比的男友。
- 王子宜[30] 飾演靜香：木哉的女友。
- 李得全[31] 飾演李鑫瓜：有義鄉鄉長參選人。
- 許巧薇[32] 飾演李燦花：美髮院老闆娘。
- 庹宗華[33] 飾演江十勝：黑道老大。
- 鄭志偉 飾演水龍
- 楊昕諭 飾演水龍情婦
- 王上豪[34] 飾演安迪：賴打哥的兄弟。
- 謝欣諭[35] 飾演圓圓：高中生，玉姐的女兒。
- 洪喻蕎 飾演玉姐：圓圓的媽媽。
- 謝沂倫[36] 飾演小衰：阿健找來向小碗告白的朋友。
- 黃米溱[37] 飾演巧拉：刁客的女友。
- 廖毅峰 飾演刁客：拿垃圾給賴打哥當小費。
- 彭博[38] 飾演古璽安：飯店經理。
- 夏大寶[39] 飾演白世通（小白）：牽千幸福婚友社的老闆。
- 王柏人[40] 飾演李實才：牽千幸福婚友社的鑽石級男會員。
- 林群 飾演眼鏡男：殯葬業，牽千幸福婚友社的鑽石級男會員。
- 郭子豪[41] 飾演劉傑（斯文男）：牽千幸福婚友社的鑽石級男會員。
- 游士衢 飾演工程男：牽千幸福婚友社的鑽石級男會員。
- 車昕[42] 飾演新潮女：牽千幸福婚友社的鑽石級女會員。
- 黃圓元[43] 飾演Amber：游淑蘭的秘書。
- 蕭鴻文 飾演賈哥：游淑蘭派去找賴打哥麻煩的人。
- 孫玉峯[44] 飾演邪哥：游淑蘭派去找賴打哥麻煩的人。
- 韓正平 飾演歪弟：游淑蘭派去找賴打哥麻煩的人。
- 何冠穎[45]飾演可白：可可夫人的哥哥。
- 管謹宗[46] 飾演神父：有義鄉教堂的神父。
- 李國毅[47] 飾演神父：有義鄉教堂的神父。
- 鄭家榆[48] 飾演尤清美：大碗的媽媽[49]。
- 林禹[50] 飾演林木哉：咖啡廳店員。
- 林煒[51] 飾演博硯父：廖博硯的父親[49]。
- 楊潔玫 飾演博硯母：廖博硯的母親[49]。
- 陶傳正[52] 飾演老神父：有義鄉教堂的老神父。
- 李明川[53] 飾演李嘉茗：欣宜綜合診所的院長。
- 廖錦德[54] 飾演醫美診所醫師
- 劉曉憶[55] 飾演張可可（可可夫人）：可白的妹妹。
- 鍾政均[56] 飾演趙忠雄：35歲，已婚有小孩，詐騙集團車手，小碗的相親對象。
- 吳品潔[57] 飾演錢庭尚：女律師，江羽藍的學姐。
- 康茵茵[58] 飾演黃馨：江羽藍的當事人。
- 葉蕙芝[59] 飾演蔣玉芳：竹科單身聯誼會的會長，羽藍的大學恩師。
- 廖梨伶[60] 飾演楊姐：江十勝的看護。
- 李國強[61] 飾演阿超：江十勝的小弟。
- 林靖茜[62]飾演小琪：手作賣家。
- 葉靜涵[63] 飾演陳紅娘：紅娘婚友社的紅娘。
- 林衣倩[64] 飾演小翠：江十勝的妻子，江羽藍的母親。
- 王淳永[65] 飾演陶影（竹科工程師）：與小碗相親，極度有自信後被打槍跟博硯起爭執的人。

## 音樂
| 歌名         | 演唱者 | 作詞   | 作曲   |
| 我的太陽2022 | 戚小戀 | 宋天豪 | 戚小戀 |

| 歌名                                   | 作曲   |
| 光能搖滾Sun rock 感傷的鋼琴 頑皮的太陽 | 戚小戀 |

## 拍攝場景
- 新竹縣
  - 竹北市 艾微芙國際生殖醫學中心[66]：欣宜綜合診所
  - 竹北市 南邑室內設計事務所[67]：江羽藍律師事務所
  - 竹東鎮 阿爾髮沙龍[68]：高富貴、李燦花的美容院
- 宜蘭縣
  - 三星鄉 HA House 春[69]：逗陣愛情事務所（牽千幸福婚友社）

## 軼事
華特迪士尼公司停止台灣電視頻道業務，於2024年1月1日停播衛視中文台，而該劇是衛視中文台停播前的最後一部自製戲劇。

## 獎項

### 金鐘獎
| 年份   | 頒獎單位     | 獎項             | 入圍者 | 結果 |
| ------ | ------------ | ---------------- | ------ | ---- |
| 2024年 | 第59屆金鐘獎 | 戲劇節目男主角獎 | 柯叔元 | 提名 |

## 外部連結
- 衛視原創的Facebook專頁
- 衛視原創的Instagram帳戶
- YouTube上的【女兒大人加個賴】全片播放列表-衛視中文台
- 互联网电影数据库（IMDb）上《女兒大人加個賴》的资料（英文）